# Mônica Carvalho
Mônica Carvalho (nome completo Mônica Rodrigues Carvalho) (Rio de Janeiro, 28 marzo 1971) è un'attrice brasiliana.

## Filmografia parziale
- Chocolate com pimenta (2003)
- Fina estampa (2011-2012)